# Foúrni
Les Foúrni Korséon (grec moderne : Φούρνοι Κορσέων), appelés plus communément Foúrni, sont un archipel de petites îles grecques situées dans la mer Égée entre les îles d'Ikaría, de Sámos et de Patmos ; le nom est celui de l'île principale.
Elles constituent l'un des dèmes (municipalités) de la périphérie d'Égée-Septentrionale, dans le district régional d'Ikaría. Leur capitale est la localité de Foúrni.
Seules les deux îles principales, Foúrni et Thymaina, sont habitées en permanence. Ágios Minás (située à l'est de celles-ci) est habitée une partie de l'année.

## Histoire

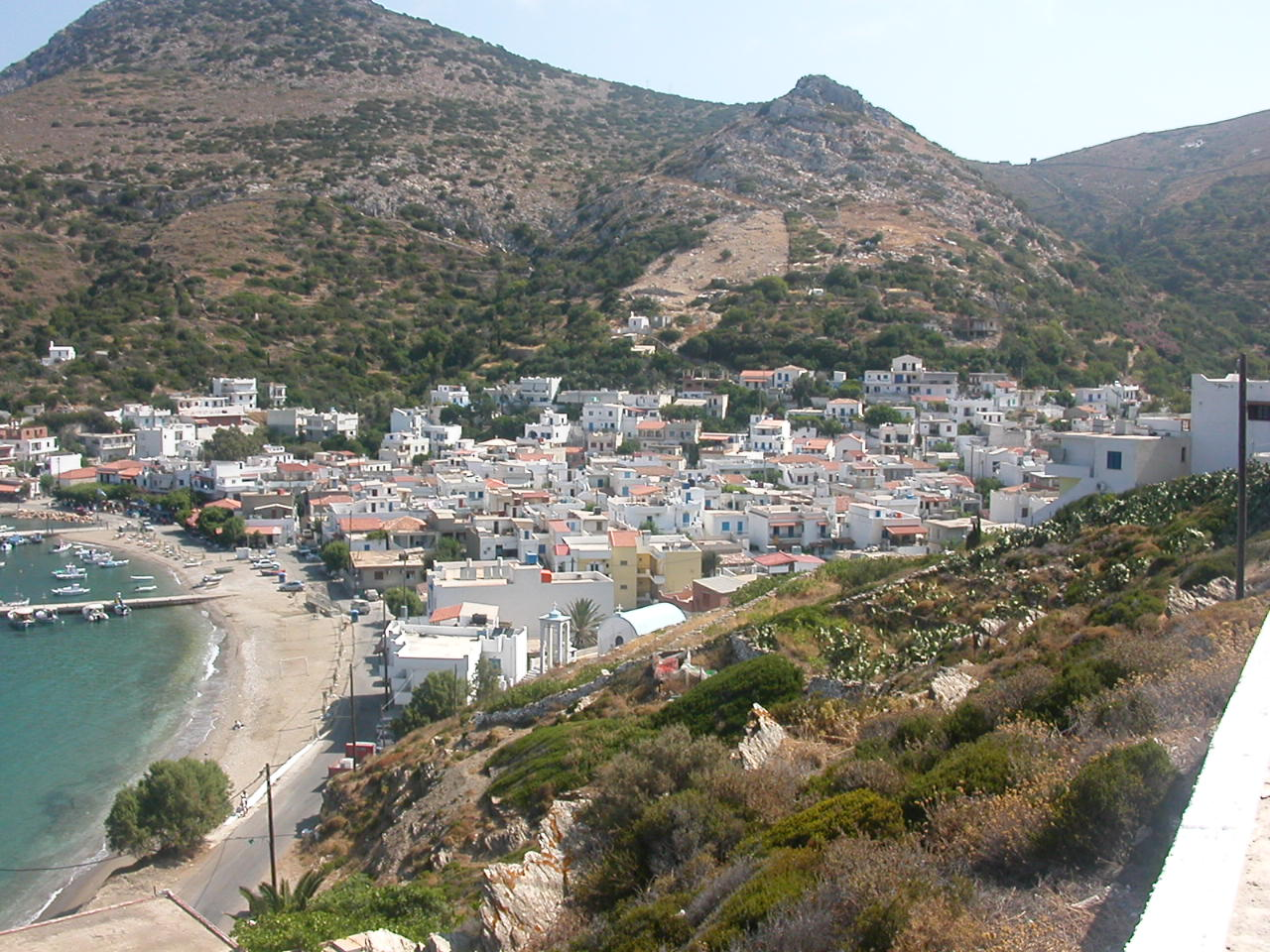
Vue de Foúrni.

Escale entre Ikaría et Sámos, Foúrni est habitée depuis le Ier millénaire av. J.-C. Un sarcophage d'époque romaine a été trouvé en 1927 : il est exposé sur la place principale.

## Économie
La plupart des habitants vivent de la pêche, de l'agriculture (dont des vignes) et du tourisme.

## Communications
Les îles sont desservies par bateau plusieurs fois par semaine depuis les îles voisines d'Ikaría et de Sámos. Depuis 2008, le ferry qui relie Sámos au Pirée s'arrête aussi à Fourni. Les communications sont souvent interrompues de novembre à avril en raison du mauvais temps et des vents violents.

## Localités

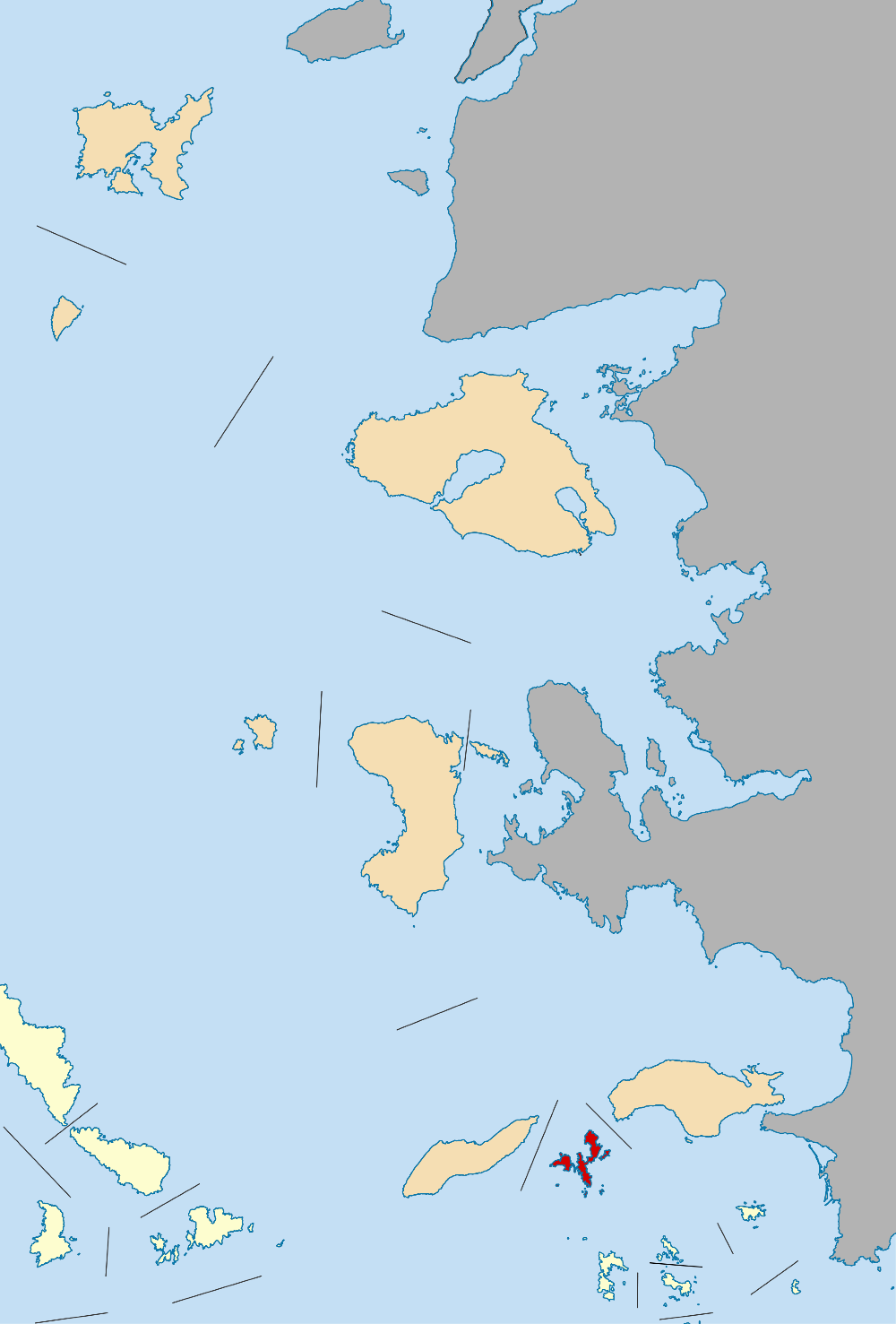
Le dème de Foúrni depuis la réforme Kallikratis (2010).

L'île principale de Foúrni avait une population de 1 326 habitants au recensement de 2001, soit plus de 90 % de la population du petit archipel.
| Localité ou lieu-dit     | Population | Ile                |
| ------------------------ | ---------- | ------------------ |
| Ágios Minás              | 3          | Ágios Minás        |
| Alatonísi                | 0          | Alatonísi          |
| Anthropofás              | 0          | Anthropofás        |
| Ágios Ioánnis Thermastís | 33         | Foúrni             |
| Balí                     | 35         | Foúrni             |
| Chrysomiléa              | 93         | Foúrni             |
| Dafnoliés                | 17         | Foúrni             |
| Foúrni                   | 1 033      | Foúrni             |
| Kamári                   | 35         | Foúrni             |
| Kampí Foúrnon            | 24         | Foúrni             |
| Kampí Khrysomiléas       | 40         | Foúrni             |
| Kerameidoú               | 12         | Foúrni             |
| Plagiá                   | 4          | Foúrni             |
| Kisiriá                  | 0          | Kisiriá            |
| Makronísi                | 0          | Makronísi          |
| Mikrós Anthropofás       | 0          | Mikrós Anthropofás |
| Petrokáravo              | 0          | Petrokáravo        |
| Pláka                    | 0          | Pláka              |
| Plakáki                  | 0          | Plakáki            |
| Stroggyló                | 0          | Stroggyló          |
| Thýmaina                 | 140        | Thýmaina           |
| Thymaináki               | 0          | Thymaináki         |